# Estadio Marvin Lee
El Estadio Marvin Lee es un estadio deportivo multipropósito utilizado mayoritariamente para el fútbol ubicado en Trinidad y Tobago.

## Historia
El estadio fue construido en 1996 en la ciudad de Macoya con capacidad para 6000 espectadores, está ubicado junto al Dr. João Havelange Centre of Excellence y es la sede del Joe Public FC.
El estadio lleva el nombre por Marvin Lee, capitán de la selección nacional sub-20, quien se lastimó la cabeza y el cuello en un choque con Landon Donovan en un partido contra Estados Unidos. Tras el choque se le paralizó el lado izquierdo del cuerpo y posteriormente murió a causa de la debilidad física a consecuencia de su estado de salud. Más tarde Lee recibió un reconocimiento por parte del gobierno de Trinidad y Tobago por su servicio a la nación.
En 2007 fue el primer estadio de fútbol del Caribe en tener una superficie de césped artificial que costó 8 millones de dólares trinitenses gracias al aporte de FIFA y fue estrenado en un partido de la TT Pro League en el que el Caledinia AIA venció al Joe Public FC.
También fue sede de un partido eliminatorio hacia Sudáfrica 2010 el 15 de junio de 2008 donde Trinidad y Tobago perdió 1-2 a Bermudas.